# Arthrolips convexiuscula
Arthrolips convexiuscula là một loài bọ cánh cứng trong họ Corylophidae. Loài này được Motschulsky miêu tả khoa học đầu tiên năm 1849.